# Loddenbach (Werse)
Der Loddenbach ist ein 2,2 Kilometer langer linksseitiger Zufluss der Werse in Münster/Westfalen.

## Verlauf
Die Kilometrierung des Bachlaufs beginnt heute am Loddenbachsee im Stadtteil Gremmendorf. Auf älteren Stadtplänen von Münster wird der Beginn des Loddenbachs bis 1974 weiter westlich im Bereich des heutigen Gewerbegebiets Höltenweg in der Nähe des Dortmund-Ems-Kanals verzeichnet. Der Loddenbach fließt etwa ostwärts, lange nahe der nördlichen Siedlungsgrenze von Gremmendorf und mündet zwischen Angelmodde und Stapelskotten in die Werse. Nach ihm ist ein dort liegendes Klärwerk der Stadt Münster benannt.

## Namensherkunft
Die Namensherkunft ist nicht vollständig geklärt. Als „Lodden“ werden nach einer Quelle im Niederdeutschen die jungen Zweige von Kopfweiden bezeichnet; der Begriff taucht in einer Reihe von Flurnamen in Münster auf, so auch bei der in der Nähe gelegenen Loddenheide.